# 波尔切尼戈
波尔切尼戈（義大利語：Polcenigo），是意大利波代诺内省的一个市镇。总面积49.19平方公里，人口3177人，人口密度64.6人/平方公里（2012年）。ISTAT代码为093031。